# Артистичне плавання на Чемпіонаті світу з водних видів спорту 2023 — соло, довільна програма (чоловіки)
Змагання з артистичного плавання в довільній програмі соло серед чоловіків на Чемпіонаті світу з водних видів спорту 2023 відбулися 18 і 19 липня 2023 року.

## Результати
Попередній раунд відбувся 18 липня о 15:00 за місцевим часом. Фінал відбувся 19 липня о 16:30 за місцевим часом.
| Місце | Плавець                     | Країна          | Попередній раунд | Попередній раунд | Фінал    | Фінал |
| Місце | Плавець                     | Країна          | Очки             | Місце            | Очки     | Місце |
| ----- | --------------------------- | --------------- | ---------------- | ---------------- | -------- | ----- |
| 1     | Фернандо Діас Дель Ріо Сото | Іспанія         | 169.8521         | 4                | 193.0334 | 1     |
| 2     | Густаво Санчес              | Колумбія        | 166.3022         | 6                | 189.9625 | 2     |
| 3     | Кеннет Годе                 | США             | 179.7834         | 1                | 179.5562 | 3     |
| 4     | Йотаро Сато                 | Японія          | 167.7478         | 5                | 167.9709 | 4     |
| 5     | Ранджуо Томблін             | Велика Британія | 172.5166         | 3                | 166.1792 | 5     |
| 6     | Кантен Ракотомалала         | Франція         | 145.3501         | 7                | 155.9813 | 6     |
| 7     | Кантінан Адісайсірібутр     | Таїланд         | 136.0416         | 8                | 139.9063 | 7     |
| 8     | Хав'єр Енріке Руісанчес     | Пуерто-Рико     | 104.5375         | 9                | 103.7500 | 8     |
| 9     | Енді Мануель Авіла Гонсалес | Куба            | 84.8166          | 10               | 95.6146  | 9     |
| —     | Едкард Кім                  | Казахстан       | 173.0499         | 2                | DNS      | DNS   |